# Sarnica
Sarnica, dawniej Chłopska Kopa (niem.: Fischer Koppe) – wzniesienie 551 m n.p.m. w południowo-zachodniej Polsce, w Sudetach Środkowych, w Kotlinie Kłodzkiej.

## Położenie i charakterystyka
Wzniesienie położone w Sudetach Środkowych, we Wzgórzach Rogówki, we wschodnim krańcu Kotliny Kłodzkiej. Zbudowane jest z granitoidów masywu kłodzko-złotostockiego, głównie z granodiorytów amfibolowych. W całości porośnięte lasem, głównie świerkowym. Sam szczyt wyrasta w postaci skromnej kopki, na zakończeniu grzbietu zdecydowanie opadającego w kierunku południowym, w dolinę Białej Lądeckiej w Ołdrzychowicach Kłodzkich i ku wschodowi, do doliny Brodka. Z zachodnich zboczy wypływa Marcinówka.

## Historia
Dawniej wzniesienie stanowiło cel wycieczek z Ołdrzychowic Kłodzkich, ponieważ Sarnica leżała na trasie na widokową Klekotkę. Obecnie wzniesienie jest pomijane przez turystów.

## Turystyka
Przez północno-zachodnie zbocze wzniesienia, poniżej szczytu przechodzi szlak turystyczny
- czarny im. J. Szczypińskiego – prowadzący z Ołdrzychowic Kłodzkich przez Przełęcz Droszkowską do Złotego Stoku[1].